# Saldes
Saldes  es un municipio y localidad española de la provincia de Barcelona, en la comunidad autónoma de Cataluña. El término municipal, ubicado en la comarca del Bergadá, tiene una población de 301 habitantes (INE 2024). 

## Geografía
El municipio está situado al noroeste de la comarca al pie del macizo del Pedraforca, en el parque natural del Cadí-Moixeró. El término municipal de Saldes incluye también como núcleos de población a las pedanías de Maçaners y l'Espà. Barcelona se encuentra a 142 kilómetros por C-16.

## Historia
A mediados del siglo XIX, Saldes tenía contabilizada una población de 390 habitantes. La localidad aparece descrita en el decimotercer volumen del Diccionario geográfico-estadístico-histórico de España y sus posesiones de Ultramar de Pascual Madoz de la siguiente manera:

SALDAS ó SALDES: l. cab de ayunt. que forma con la cuadra de Masanes, en la prov., aud. terr., c. g. de Barcelona (18 leg.), part. jud. de Berga (1/2), dióc. de Solsona. sit. á la falda E. de la montaña de Piedra forca; con buena ventilacion y clima sano. Tiene 120 casas, y un igl. parr. (San Martin), de la que es aneja la de San Saturnino de Masanes, y el santuario de Ntra. Sra. de Grasolet, servida por un cura de segundo ascenso de provision real. El térm. confina N. la montaña de Cadí; E. Gisclareny; S. Fumañá, y O. Aspar; en él se comprende la cuadra de Masanes, el cas. nombrado Moles, y el valle de Grasolet que ant. estuvo poblado. El terreno es de buena calidad; al N. tiene las montañas nombradas Costas de Roset, y al O. las de Piedra forca, todas pobladas de árboles; corre por él una riera á la que da nombre el pueblo. Los caminos son locales de herradura. El correo lo recogen los interesados en Berga o Bagá. prod.: trigo, centeno, patatas y legumbres; cria ganado lanar, vacuno y de cerda, y caza de conejos, liebres, perdices y cabras monteses. pobl. y riqueza unidas la de Masanes 103 vec., 390 alm. cap. prod.: 2.452,800 rs: imp.: 62,320.
(Madoz, 1849, p. 693)

## Demografía
Saldes cuenta con una población de 301 habitantes (INE 2024).
| Gráfica de evolución demográfica de Saldes entre 1842 y 2021 |
| |
| Población de derecho según los censos de población del INE. Población de hecho según los censos de población del INE.En este censo se denominaba Saldes y Masanes: 1842. Entre el censo de 1857 y el anterior, crece el término del municipio porque incorpora a Espar y Tarnes. |

| 1900 | 1930 | 1950 | 1970 | 1981 | 1986 | 2007 |
| ---- | ---- | ---- | ---- | ---- | ---- | ---- |
| 369  | 582  | 864  | 405  | 310  | 339  | 336  |

## Economía
Agricultura de secano y minería de carbón. Turismo de montaña.

## Lugares de interés

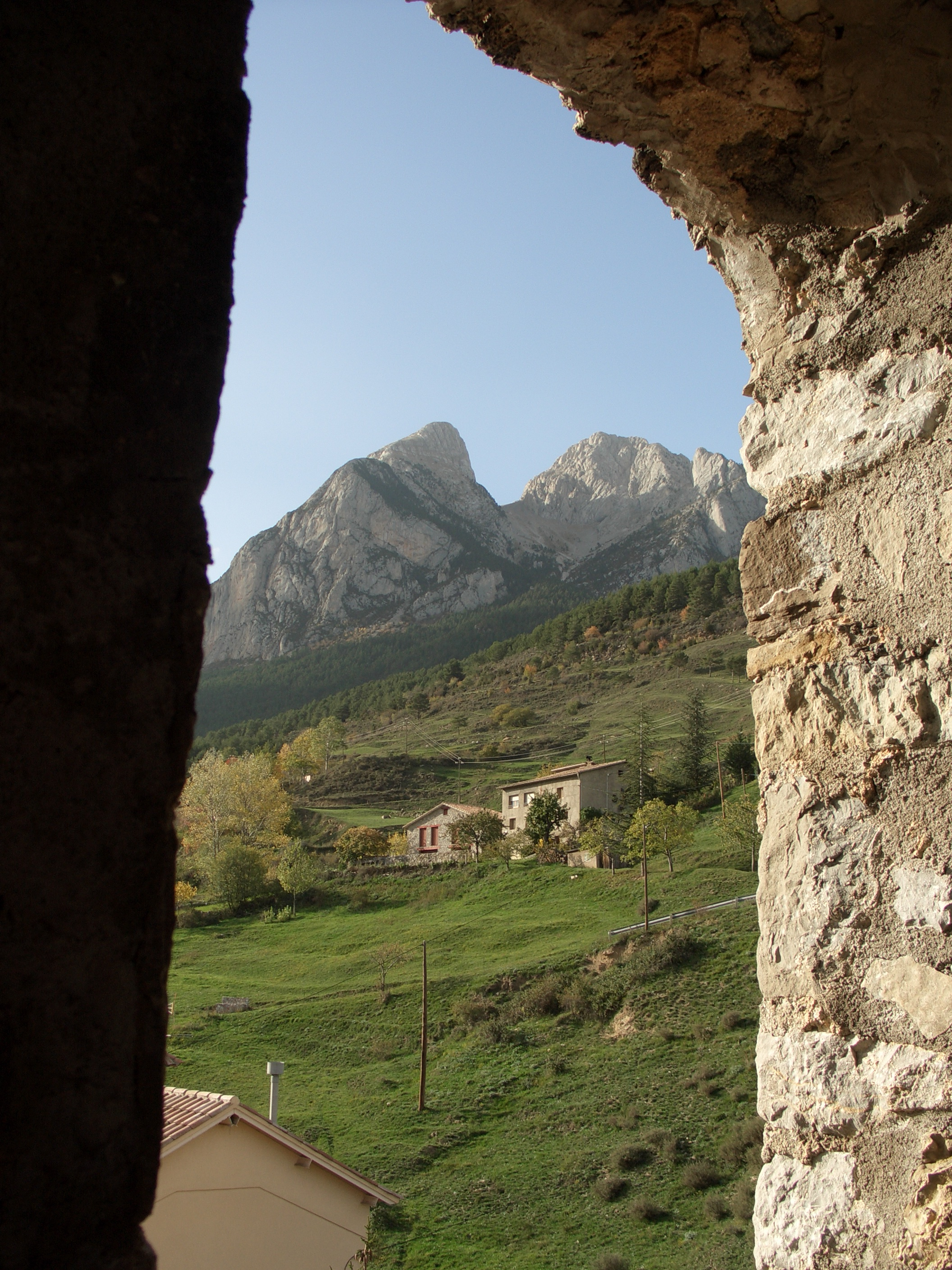
Vista del Pedraforca desde la localidad

- Iglesia de San Martín,[2] de estilo románico, con una imagen de la Mare de Déu del Gresolet.
- Castillo restaurado.
- Ruinas del antiguo monasterio de San Sebastián de Sull.
- Mirador de Gresolet o también conocido como Mirador del Pedraforca
- Parc de Palomera
- Senderos de baja, media y alta dificultad
- El Pedraforca, la sexta maravilla de Cataluña.